# Festung Heldrungen

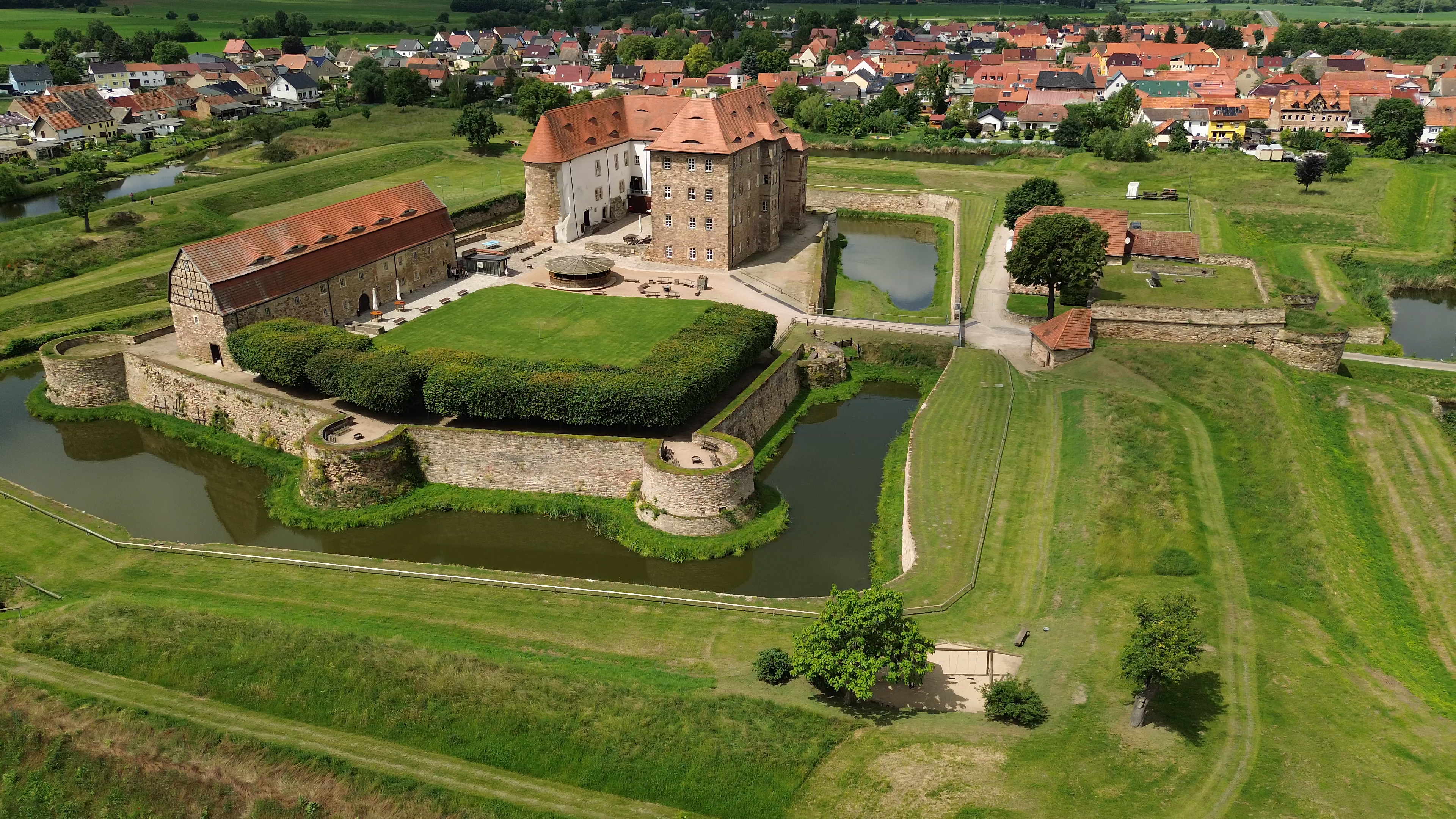
Burg Heldrungen von Nordosten

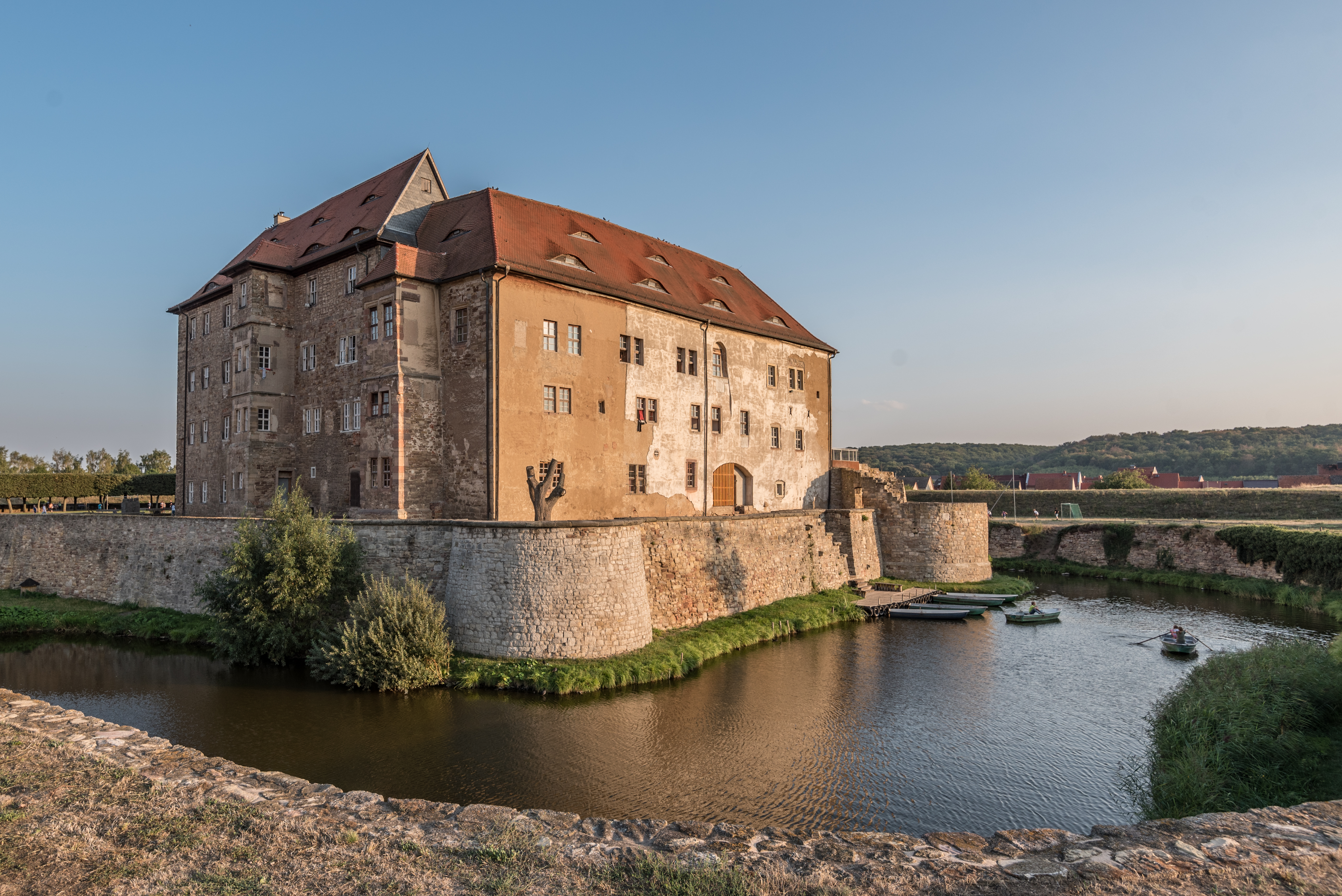
Schloss mit innerem Befestigungsring, Rondellen und innerem Wassergraben

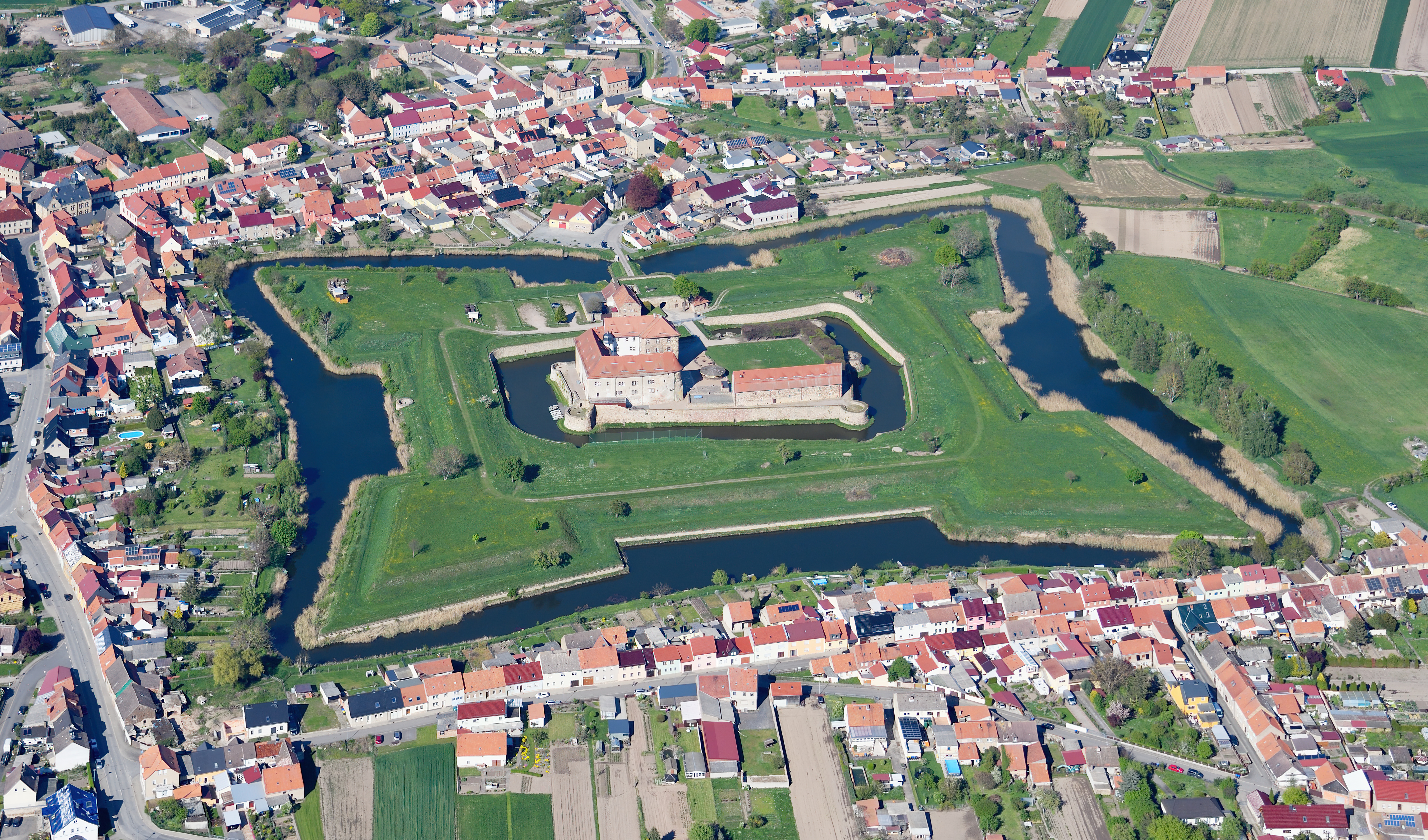
Luftbild der Festung Heldrungen

Karte der Festung Heldrungen um 1750

Die Festung Heldrungen ist eine bis 1712 genutzte Festung mit zwei Wassergräben, vier Vaubanschen Bastionen und fünf Rondellen und befindet sich im thüringischen Heldrungen, Ortsteil von An der Schmücke am Südrand der Goldenen Aue südöstlich von Bad Frankenhausen. Der Kern der Festung zeigt sich als bastioniertes Schloss von 1519, während die umgebenden Wälle und Bastionen von 1668 stammen. Das Haupttor der Festung wird wiederum von zwei mächtigen Rundtürmen flankiert.

## Anlage
Das mehrstöckige Schloss aus dem Zeitraum der Renaissance geht auf eine Burg des 13. Jahrhunderts zurück und zeigt in seinem Aufbau noch einige Architekturteile aus der Zeit der Gotik, wie zum Beispiel die Aufteilung der Fenster. Ein romanischer Bergfried, der wegen des dort gefangen gehaltenen Bauernführers auch „Müntzer-Turm“ genannt wird, ist in den Südflügel des Schlosses integriert. Das Bauwerk wurde im Laufe der Zeit des Öfteren umgebaut und es wurden baufällige Teile abgerissen, dennoch präsentiert sich heute das Schloss in einer vorbildlich restaurierten Fassung.
Die barocke Festung ist im Wesentlichen ein Bauwerk aus Erde mit einer sparsamen Verwendung von Mauerwerk.
Im Schloss befindet sich heute eine Jugendherberge. Die Außenanlagen der Festung sind frei zugänglich.
Auf dem freien Platz vor dem Nordflügel befindet sich seit 1976 ein von den Künstlern Hans-Hermann Richter und Johann-Peter Hinz geschaffenes Müntzerdenkmal, auf dem Fürstenknechte den gefangenen Müntzer einrahmen. Ein kraftvolles junges Paar sowie drei geschlagene Bauern ergänzen das Objekt.

## Geschichte
Als erste Befestigungsanlage wurde vermutlich eine hölzerne Fluchtburg für die Bewohner des nahen Rittergutes „Roter Hof“ erbaut. Die erste urkundliche Erwähnung fand 1126 statt. Die Burg befand sich im Besitz der Herren von Heldrungen. Um 1190 wurde eine erste steinerne, romanische Burganlage erbaut. Um 1400 kam die Burg in den Besitz der Grafen von Hohnstein. Diese mussten wegen hoher Verschuldung 1479 die Burg an Graf Ernst II. von Mansfeld-Hinterort (1479–1531) verkaufen. Graf Ernst II. von Mansfeld ließ ab 1501 die Burg renovieren und zum Wohnsitz ausbauen. Von 1512 bis 1518 erfolgte der Bau der vierflügeligen Renaissance-Schlossanlage für Graf Ernst II. und dessen zweite Frau Dorothea von Solms. In den Jahren nach 1519 wurden dann Festungswerke mit insgesamt 12 Rondellen in zwei Festungsgürteln und doppeltem Wassergraben rund um das Schloss erbaut. Aus der Wasserburg wurde eine Festung, die in ihrer Zeit als uneinnehmbar galt. Der Komplex aus Schloss und unabhängigem Festungsgürtel ist durch die im sächsischen Raum aufkommende Frührenaissance geprägt und stellt ein frühes Beispiel des „bastionierten Schlosses“ dar. Vergleichbar sind das Schloss Hartenfels in Torgau, das Schloss Wittenberg in Wittenberg und die Moritzburg in Halle.
Im Bauernkrieg spielte die Festung eine wichtige Rolle als Rückzugsort des regionalen Adels. Nach der Schlacht bei Frankenhausen wurde der Bauernführer Thomas Müntzer im Mai 1525 in der Burg bis zu seiner Hinrichtung gefangengehalten und gefoltert. Im Schmalkaldischen Krieges gab es 1546 und 1547 Gefechte um die Festung. Im Dreißigjährigen Krieg kam es am 23. Oktober 1632 zur Eroberung der Festung durch Wallensteins Truppen unter General Merode. Alle Festungsinsassen wurden nach der Eroberung ermordet. Bis 1645 wechselte die Festung während des Dreißigjährigen Krieges häufig den Besitzer, bevor sie dann 1645 von den Schweden erobert wurde. Während der Belagerung wurde die Festung stark beschädigt. Noch 1645 wurden die äußeren Wälle geschleift. 1664 bis 1668 errichtete Johann Moritz Richter einen neuen modernen äußeren Festungsgürtel nach dem Vaubanschen System. Ab 1680 verlor die Festung an Bedeutung und die gesamte Anlage verfiel langsam. Die letzte Garnison, die auf der Festung lag, wurde am 17. Dezember 1712 durch den Kriegsrat von Tottleben verabschiedet. Durch den Wiener Kongress kamen Ort und Festung Heldrungen 1815 an das Königreich Preußen. Wegen der fehlenden militärischen Bedeutung wurde die Festung 1860 aus dem Verzeichnis preußischer Festungen gestrichen.
Ab 1930 wurden erste Werterhaltungsmaßnahmen durchgeführt. Nach dem Zweiten Weltkrieg wurden Gebäude der Wasserburg von einigen Familien als Wohnung genutzt. Später wurde auf der Wasserburg noch eine Jugendherberge eröffnet sowie eine Müntzergedenkstätte (Museum) eingerichtet, die nach 1990 beseitigt wurde. Durch die DDR wurden zur Erhaltung der Bausubstanz ab 1974 umfangreiche Sanierungs- und Restaurierungsmaßnahmen durchgeführt. Diese Arbeiten wurden auch nach der deutschen Wiedervereinigung weitergeführt. Vor allem die inneren und äußeren Befestigungsringe mit den Bastionen konnten vor dem Verfall gerettet werden. 1990 wurde das Burgcafé eröffnet, das inzwischen wieder geschlossen wurde.

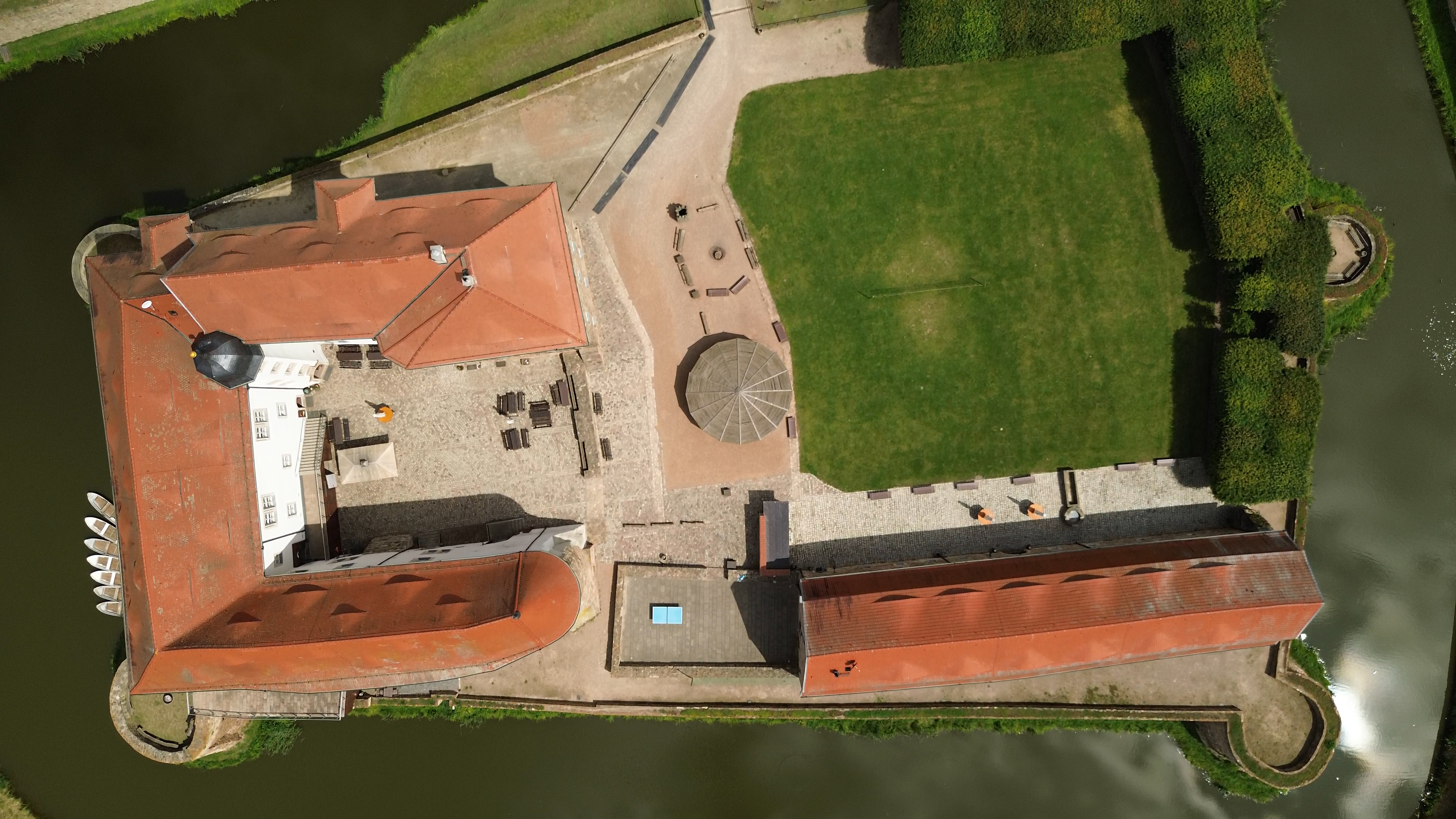
Wasserburg Heldrungen von oben
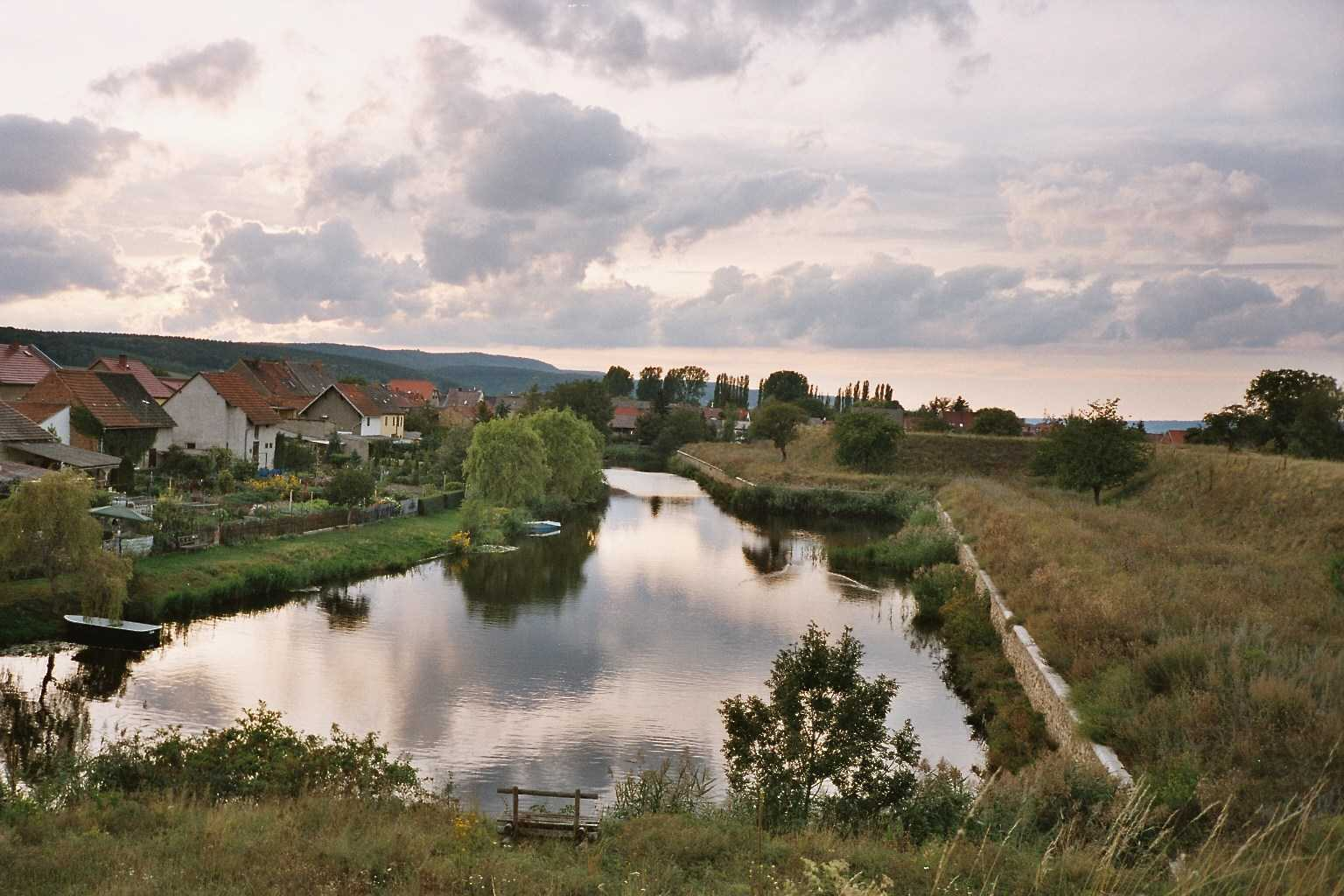
Der Wassergraben der Festung mit einer der Bastionen
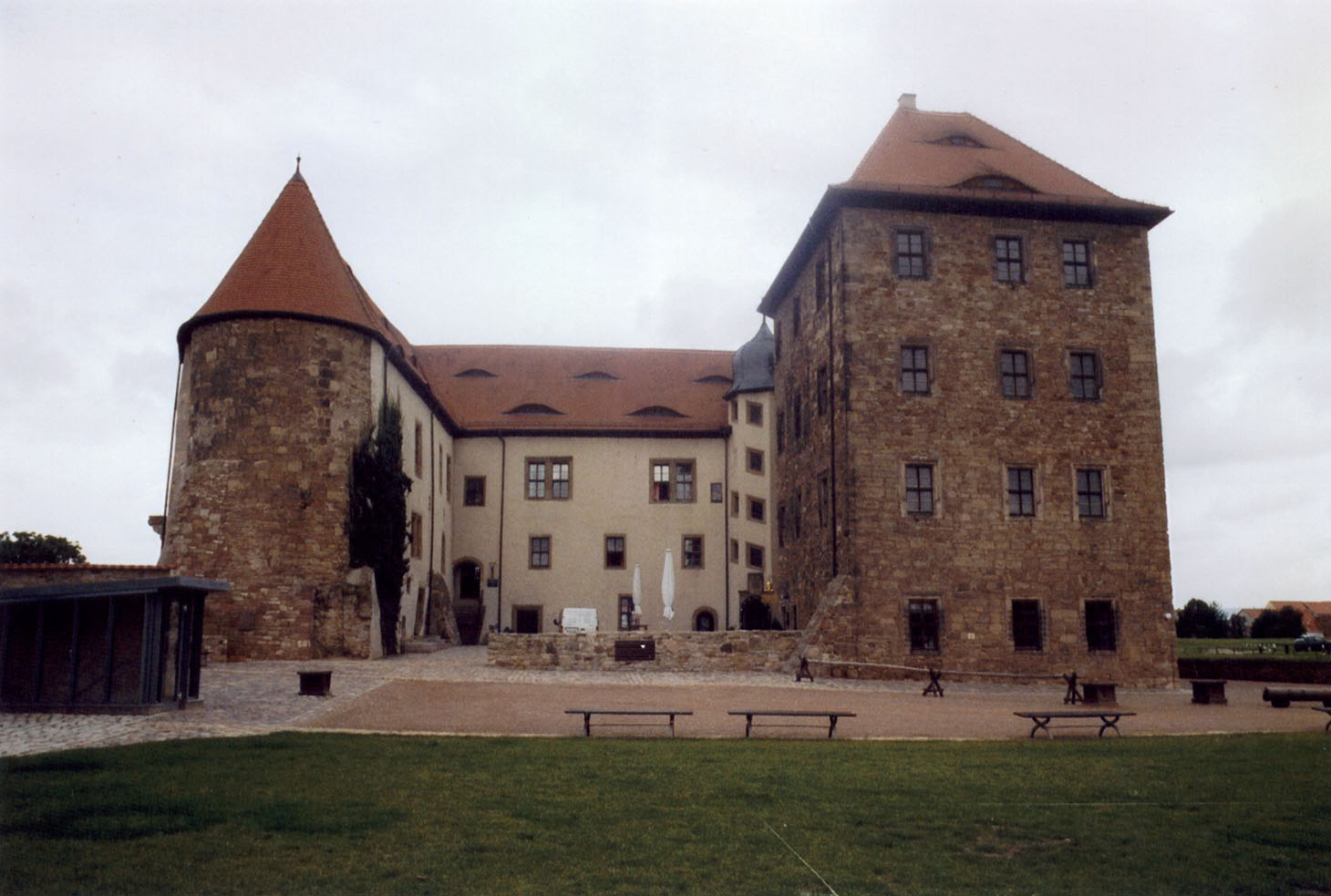
Renaissanceschloss mit eingebautem Bergfried
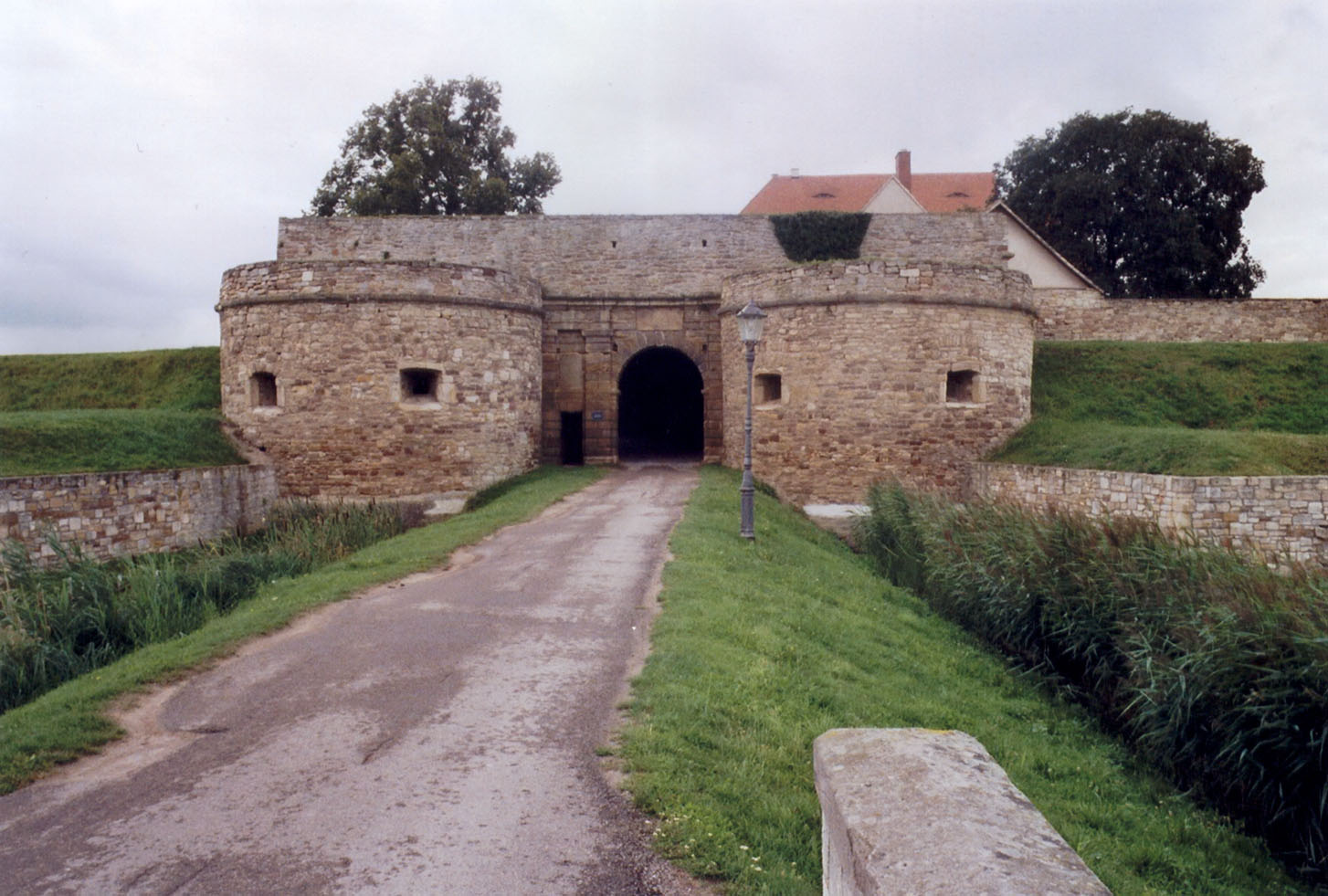
Toranlage
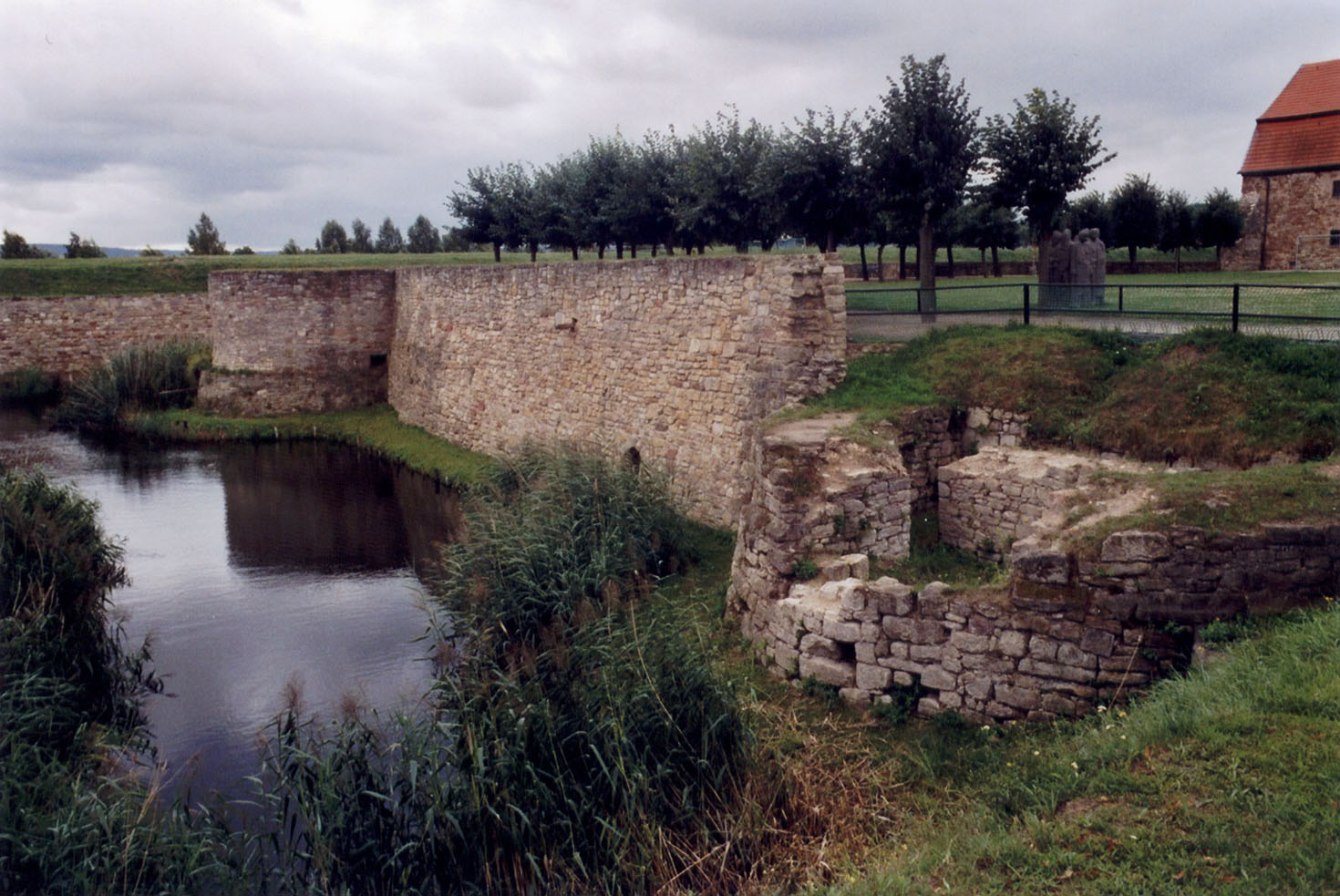
Innerer Wassergraben mit Rundbastionen
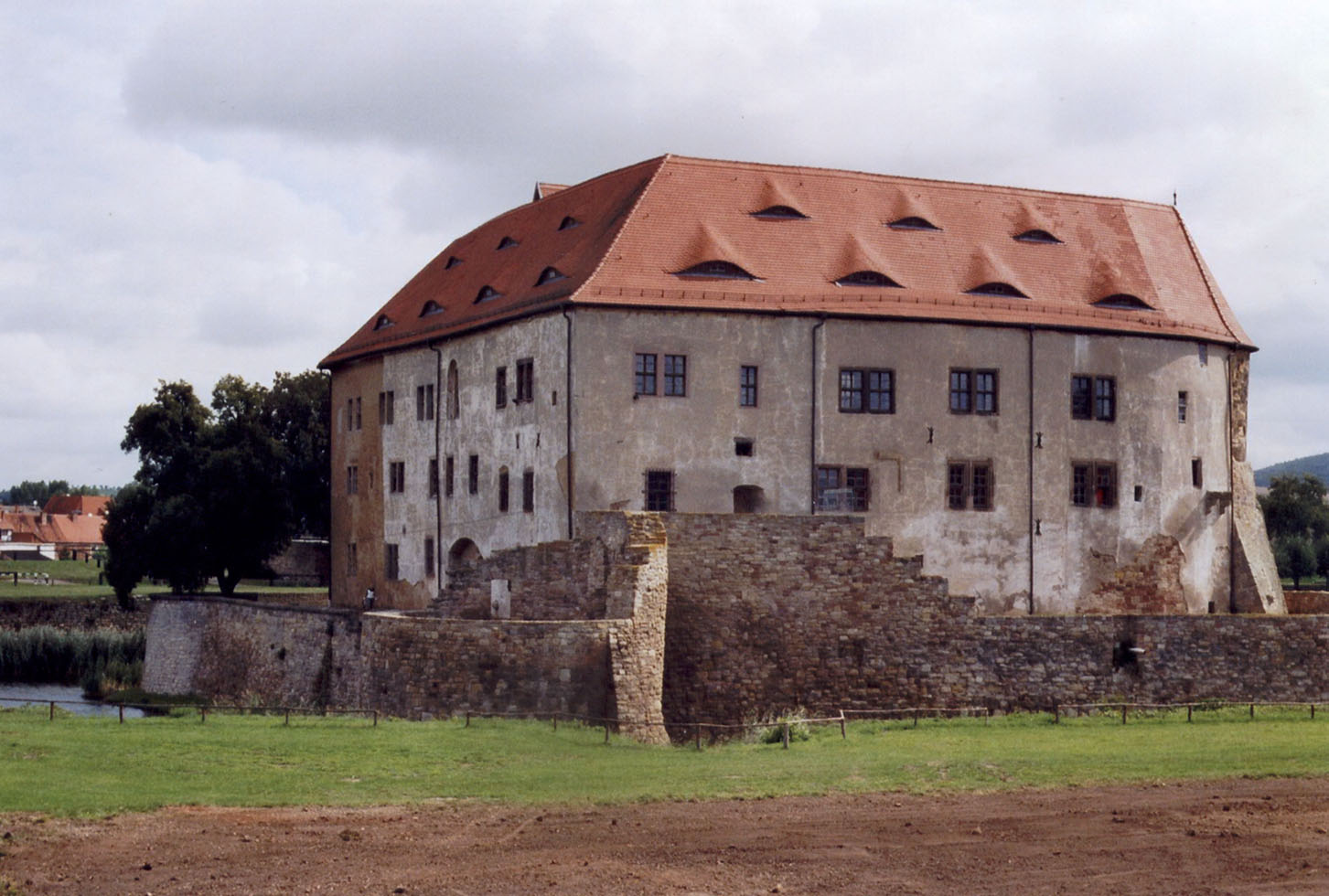
Südwestseite des Hauptgebäudes

## Besichtigung
Das Freigelände der Festung ist frei zugänglich. Eine Innenbesichtigung ist nach Voranmeldung beim Heimatverein „Schloss Heldrungen e. V.“ möglich.

## Persönlichkeiten
- Hartmann von Heldrungen (* um 1210; † 1282), 1273–1282 Hochmeister des Deutschen Ordens
- Friedrich V. von Heldrungen, († 1413), Anführer der aufständischen Flegler im Fleglerkrieg 1412
- Peter Ernst I. von Mansfeld, (1517–1604), Statthalter der spanischen Krone in Luxemburg
- Alexander Haubold Marschall von Bieberstein, Festungskommandant
- Agnes Kayser-Langerhannß (1818–1902), Schriftstellerin, wurde im Schloss Heldrungen geboren